# Elaenia
Elaenia és un gènere d'ocells de la família dels tirànids (Tyrannidae). Agrupa nombroses espècies natives de l'Amèrica tropical (Neotròpic) on es distribueixen des del sud de Mèxic i illes del Carib, a través d'Amèrica Central i del Sud fins a Terra del Foc a l'Argentina i Xile.

## Descripció
Les espècies d'aquest gènere són tirànids que solen ser de color marró, gris o verd oliva per sobre i blanquinós o groc pàl·lid al ventre, amb un color blanc o groc pàl·lid a l'anell de l'ull i dues o tres franges a l'ala. Algunes espècies mostren una cresta, sovint amb un dissimulat pegat blanc. Mesuren des de 13,5 fins a 20 cm de longitud. Són uns dels gèneres del Neotròpic més desafiadors per a la identificació, principalment si no estan vocalitzant. Són arborícoles i habiten una varietat d'hàbitats boscosos o arbustius. S'enfilen en penjadors força alts i s'alimenten tant d'insectes com de fruits; generalment no solen unir-se a estols mixtos, encara que algunes vegades es congreguen en arbres fruiters. La majoria de les espècies són conspícues i nombroses.

## Taxonomia
El gènere Elaenia va ser introduït pel zoòleg suec Carl Jakob Sundevall el 1836. L'espècie tipus va ser designada posteriorment com elaenia ventregroga. El nom del gènere prové del grec antic «ελαινεος (elaineos)» que significa “d'oli d'oliva” o “oleaginós”.
Els amplis estudis geneticomoleculars realitzats per Tello et al (2009) van descobrir una quantitat de relacions noves dins de la família Tyrannidae que encara no estan reflectides en la majoria de les classificacions. Seguint aquests estudis, Ohlson et al (2013) van proposar dividir Tyrannidae en cinc famílies. Segons l'ordenament proposat, Elaenia roman a Tyrannidae, en una subfamília Elaeniinae (Cabanis & Heine, 1859-60), en una tribu Elaeniini (Cabanis & Heine, 1859-60), al costat de Tyrannulus, Myiopagis, Suiriri, Capsiempis, Mecocerculus leucophrys, Anairetes, Polystictus, Culicivora, Pseudocolopteryx i Serpophaga.
No hi ha un ampli consens en el nombre d'espècies que conté Elaenia (veure notes taxonòmiques). Segons la Classificació del Congrés Ornitològic Internacional (versió 14.2, 2024) aquest gènere està format per 22 espècies:
- Elaenia ruficeps - elènia cresta-rogenca.
- Elaenia cristata - elènia crestada.
- Elaenia gigas - elènia banyuda.
- Elaenia dayi - elènia de Day.
- Elaenia sordida - elènia del Brasil.[nota 1][9][10]
- Elaenia obscura - elènia fosca.
- Elaenia strepera - elènia plúmbia.
- Elaenia flavogaster - elènia ventregroga.
- Elaenia parvirostris - elènia beccurta.
- Elaenia pelzelni - elènia bruna.
- Elaenia spectabilis - elènia grossa.
- Elaenia ridleyana - elènia de Noronha.
- Elaenia brachyptera - elènia menuda de l'Equador.[nota 2][11][12]
- Elaenia chiriquensis - elènia menuda comuna.
- Elaenia mesoleuca - elènia olivàcia.
- Elaenia pallatangae - elènia de Pallatanga.
- Elaenia olivina - elènia dels tepuis.[nota 3][9][13][14][15][16]
- Elaenia albiceps - elènia crestablanca.
- Elaenia frantzii - elènia muntanyenca.
- Elaenia martinica - elènia del Carib.
- Elaenia chilensis - elènia de Xile.[nota 4][13][17][1][18]
- Elaenia fallax - elènia grossa de Jamaica.[nota 5][19][20]